# NGC 3834
NGC 3834 é uma galáxia espiral (S) localizada na direcção da constelação de Leo. Possui uma declinação de +19° 05' 26" e uma ascensão recta de 11 horas, 43 minutos e 37,7 segundos.
A galáxia NGC 3834 foi descoberta em 29 de Dezembro de 1861 por Heinrich Louis d'Arrest.